# Fragatas Tipo 26
A fragata Type 26, também conhecida como fragata classe City, é uma classe de fragatas/contratorpedeiros construída para a Marinha Real Britânica, com variantes igualmente encomendadas pelas marinhas australiana e canadense. O Global Combat Ship foi concebido pelo Ministério da Defesa britânico para substituir parte das treze fragatas Type 23 da Marinha Real e também para atender ao mercado externo. Seu foco principal é a guerra antissubmarino de longo alcance, sem deixar de oferecer defesa aérea e capacidade multivisão . A classe é a primeira plataforma naval compartilhada entre Austrália, Canadá e Reino Unido desde o contratorpedeiro da classe Tribal, anterior à Segunda Guerra Mundial.
O programa teve início em 1998, então chamado de Future Surface Combatant (FSC). Em março de 2010, a iniciativa evoluiu para o Global Combat Ship, após a assinatura de um contrato de projeto de quatro anos — avaliado em £127 milhões — com a BAE Systems Maritime – Naval Ships. A fase principal de desenvolvimento começou em 1.º de abril de 2015 e, em agosto do mesmo ano, foram encomendados os primeiros componentes de longa produção para o Type 26; a fabricação estava prevista para 2016 e a entrega do primeiro navio para 2023. Posteriormente, o comissionamento do navio líder foi adiado para o fim de 2026, com a capacidade operacional inicial projetada para 2028. As fragatas serão construídas nos estaleiros de Govan e Scotstoun, da BAE Systems, às margens do rio Clyde, em Glasgow. O contrato de construção foi confirmado pela BAE em 2 de julho de 2017, e o corte da primeira chapa de aço do HMS Glasgow ocorreu em 20 de julho de 2017.
Em junho de 2018, o governo australiano escolheu uma versão modificada da plataforma Type 26 para substituir as fragatas da classe Anzac. A Marinha Real Australiana adquirirá nove unidades da classe Hunter, todas construídas pela BAE Systems Australia no estaleiro da ASC, em Osborne, Austrália do Sul.

Em 8 de fevereiro de 2019, o governo canadense firmou com a Lockheed Martin Canada um contrato inicial de C$ 185 milhões para projetar até 15 combatentes de superfície baseados na Type 26 — o futuro Canadian Surface Combatant — dentro de um programa estimado em C$ 60 bilhões. O valor do contrato aumentará à medida que o trabalho de design avançar. A parceria de construção está centrada na Irving Shipbuilding, em Halifax, Nova Escócia.

## Desenvolvimento

### Futuro Combatente de Superfície
O Global Combat Ship teve origem no programa Future Surface Combatant (FSC), concebido para substituir as fragatas Type 22 e Type 23 da Marinha Real. O estudo para uma nova escolta começou em 1998, quando foi encomendado o navios de pesquisa RV Triton para avaliar a viabilidade de um grande trimarã. Acabou-se, porém, optando por designs mais convencionais. Em março de 2005, o Ministério da Defesa britânico apresentou um plano com duas famílias de navios: um “Medium‑Sized Vessel Derivative” (MSVD) mais econômico, a entrar em serviço entre 2016 e 2019, e um “Versatile Surface Combatant” (VSC) de maior capacidade, previsto para meados de 2023.
No início de 2006, o Ministério da Defesa britânico lançou o programa Sustained Surface Combatant Capability (S2C2), buscando sinergias entre o FSC e outras necessidades — como caça‑minas, patrulha e pesquisa. Em 2007, o estudo foi refinado em três requisitos: C1, C2 e C3.  
- C1: plataforma voltada a grupos‑tarefa de guerra antissubmarino, com deslocamento em torno de 6 000 toneladas.

- C2: navio de uso mais geral, previsto para cerca de 4 000 a 5 000 toneladas.

- C3: “Global Corvette”, destinada a substituir diversas embarcações menores de caça‑minas, patrulha e pesquisa, com deslocamento estimado entre 2 000 e 3 000 toneladas.[34]

O conceito C3 surgiu no início de 2004, quando o Ministério da Defesa britânico emitiu um pedido de informações (RFI) para uma classe menor de navios, batizada de Global Corvette. O foco estava em custos operacionais reduzidos e na capacidade de atuar em águas costeiras rasas, onde embarcações maiores não conseguem operar. No outono de 2004, aBAE Systems, VT Group, Thales e Rolls‑Royce apresentaram propostas que iam desde um navio‑patrulha offshore (OPV) bem equipado de 1 500 toneladas até uma corveta avançada de 3 000 toneladas — esta última fortemente inspirada no programa Littoral Combat Ship (LCS) da Marinha dos Estados Unidos.
O conceito FSC foi confirmado no orçamento de 2008, substituindo a ideia de encomendar os navios Type 45 de números 7 e 8. Em 2009, a BAE Systems recebeu um contrato para projetar as fragatas dos perfis C1 e C2, concebidas para ter 25 anos de vida útil. O plano previa a entrada em serviço de 18 navios — dez C1 e oito C2 — a partir de 2020, a um ritmo de aproximadamente um por ano. Já no início de 2010, a variante C3 foi abandonada em favor do programa Mine Counter‑Measures, Hydrographic and Patrol Capability (MHPC).

### Navio de Combate Global
A menção oficial ao Future Surface Combatant (FSC) praticamente desapareceu em 2010. Em 25 de março daquele ano, a BAE Systems recebeu um contrato de quatro anos, no valor de £127 milhões, do Ministério da Defesa britânico para projetar uma nova classe de navio de guerra, o Global Combat Ship, que anteriormente era conhecido como C1 no FSC. Na época, esperava-se que o primeiro navio estivesse "em serviço" em 2021.
A Revisão Estratégica de Defesa e Segurança (SDSR) de outubro de 2010 reafirmou o compromisso do governo com o Global Combat Ship, afirmando: "O mais rápido possível após 2020, o Type 23 será substituído pelas fragatas Tipo 26, projetadas para serem facilmente adaptáveis, mudando suas funções e capacidades conforme as circunstâncias estratégicas". Como parte dessa revisão, também foi anunciado que as fragatas restantes da classe Tipo 22 seriam desativadas sem substituição, o que reduziria a frota de escoltas da Royal Navy de 23 navios (6 destróieres Tipo 45 e 13 fragatas Tipo 23) para 19 navios no total.
A linha de base original da BAE Systems para o projeto do Global Combat Ship previa uma embarcação de 141 metros de comprimento, com deslocamento de 6.850 toneladas e alcance de 7.000 milhas náuticas a 18 nós. No entanto, em 30 de novembro de 2010, foi reportado que as especificações foram reduzidas para conter os custos, diminuindo o preço por navio de £500 milhões para uma faixa de £250–350 milhões. A partir disso, surgiram novos detalhes, indicando um navio menor, com deslocamento de 5.400 toneladas, com ênfase na flexibilidade e modularidade do projeto.
Diferentemente do FSC, o Global Combat Ship adota um único casco-base. Para o mercado externo, porém, estão previstas três configurações — à semelhança da família franco‑italiana FREMM:
- ASW – otimizada para guerra antissubmarino.
- AAW – focada em defesa antiaérea.
- GP – configuração de emprego geral.

Assim, um mesmo projeto pode ser ajustado às necessidades específicas de cada marinha, mantendo comunalidade de plataforma e logística.
Apesar da decisão de novembro de 2010 de reduzir as especificações e capacidades do Global Combat Ship, os estudos de 2014 da BAE Systems voltaram à proposta original: um grande navio de guerra de cerca de 6 900 toneladas. Em fevereiro de 2015, o Ministério da Defesa e a BAE Systems selaram contratos no valor de £859 milhões para levar o projeto adiante rumo à construção.A fase de demonstração começou em 1.º de abril de 2015; prorrogada por mais 12 meses em março de 2016, ela estava prevista para terminar em junho de 2017.
Devido, sobretudo, aos custos da embarcação, a Revisão Estratégica de Defesa e Segurança de 2015 reduziu a encomenda prevista de fragatas Type 26 de 13 para 8 unidades. A lacuna criada será preenchida por uma nova e mais econômica classe de fragatas, a Type 31.
Em 2 de julho de 2017, a BAE Systems anunciou um contrato de £3,7 bilhões com o Ministério da Defesa britânico para construir os três primeiros navios do Type 26, informando que o corte de aço do casco inicial, em Glasgow, ocorreria “nas próximas semanas”. Em setembro de 2015, o custo total do programa — então previsto para 13 unidades — fora estimado em £11,5 bilhões. Para as oito fragatas agora planejadas, a projeção divulgada em 2016 caiu para cerca de £8 bilhões. Três navios foram efetivamente encomendados em 2017 por £3,7 bilhões. Já em julho de 2021, resposta a uma pergunta parlamentar revelou que a classe Type 26 deverá receber o novo Future Cruise/Anti‑Ship Weapon (FC/ASW) a partir de 2028.

## Parcerias
Desde a concepção, o Global Combat Ship foi pensado com foco no mercado externo. Em um debate na Câmara dos Comuns, em 31 de janeiro de 2011, foi informado que Austrália, Malásia, Nova Zelândia e Turquia manifestaram interesse em colaborar no programa.

### Austrália
Os governos do Reino Unido e da Austrália já haviam analisado a possibilidade de cooperar nos projetos C1 e C3 do Future Surface Combatant, que se alinhavam aos requisitos da  Marinha Real Australiana para substituir suas fragatas da classe Anzac por uma nova geração de navios. Em janeiro de 2013, os dois países assinaram um tratado de cooperação em defesa, e a Austrália comprometeu‑se a colaborar no projeto Global Combat Ship para avaliar sua adequação ao próprio programa de aquisição. Em abril de 2016, o primeiro-ministro Malcolm Turnbull confirmou que o Global Combat Ship figurava entre os três projetos pré‑selecionados para substituir as fragatas Anzac.
Em setembro de 2016, o governo australiano contratou a BAE Systems para refinar o projeto do Type 26 — dentro do programa SEA 5000 (Future Frigate) — a fim de adaptá‑lo à Royal Australian Navy. Uma solicitação formal de propostas (RFT) foi emitida no fim de março de 2017, apoiando um programa estimado em AUD 35 bilhões (cerca de US$ 26,25 bilhões).Em 10 de agosto de 2017, a BAE Systems confirmou o envio de sua proposta para o SEA 5000. Por fim, em junho de 2018, o primeiro‑ministro Malcolm Turnbull anunciou que a BAE vencera a concorrência: a Austrália construirá, em Adelaide, nove fragatas baseadas numa versão modificada do conceito Type 26.
No dia 20 de fevereiro de 2024, o governo australiano informou que reduzirá o pedido da classe Hunter de nove para seis fragatas. Além disso, será escolhida uma nova classe de 11 fragatas de uso geral para operar em conjunto com as Hunter.

### Canadá
Durante o debate na Câmara dos Comuns em 31 de janeiro de 2011, foi revelado que o governo canadense demonstrava interesse em colaborar no projeto Global Combat Ship, estando em "estreita discussão" com o Reino Unido. No entanto, um sindicato canadense lançou uma campanha alegando que o programa representava uma ameaça à indústria naval do país. Às vésperas das eleições de maio de 2011, um porta-voz de Peter MacKay, então Ministro da Defesa do Canadá, negou qualquer intenção de envolvimento no projeto britânico. Posteriormente, em 2012, a Turquia também optou por rejeitar o programa por não atender aos seus requisitos.
Embora o Canadá tenha inicialmente descartado a possibilidade de parceria com o programa britânico, em maio de 2016 a IHS Jane’s informou que o Global Combat Ship continuava entre os candidatos para atender ao requisito de Combatente de Superfície do país. De fato, em novembro de 2017, um consórcio liderado pela Lockheed Martin apresentou a sua "Proposta CSC", baseada no projeto Tipo 26 desenvolvido pela BAE Systems, como proposta para o futuro programa de fragatas da Marinha Real Canadense.
No dia 19 de outubro de 2018, foi anunciado que o consórcio BAE-Lockheed Martin havia sido selecionado como licitante "preferencial" no âmbito do programa Canadian Surface Combatant. O governo canadense deu início às negociações para a adjudicação de um contrato estimado em 60 bilhões de dólares canadenses, visando a construção de 15 navios, com a BAE Systems e a Lockheed Martin Canada atuando como contratantes principais. A proposta vencedora superou as ofertas da Alion Science and Technology — baseada na Classe De Zeven Provinciën — e da parceria entre Navantia, Saab e CEA Technologies, que apresentou um projeto baseado na fragata espanhola F-105.
Em 21 de novembro de 2018, a Alion Science and Technology entrou com um pedido de revisão judicial junto ao Tribunal Federal, contestando a decisão de seleção do consórcio vencedor. A empresa alegou que a proposta escolhida era "incapaz de atender a três requisitos obrigatórios cruciais" estabelecidos no edital do projeto, incluindo as exigências mínimas de velocidade definidas pela Marinha Real do Canadá.
Em 27 de novembro de 2018, o Tribunal Canadense de Comércio Internacional (CITT) determinou que o governo adiasse a conclusão do acordo para aquisição dos navios, enquanto avaliava a reclamação apresentada pela Alion. Posteriormente, em 11 de dezembro de 2018, o CITT autorizou o governo a prosseguir com a assinatura do contrato com a Lockheed Martin, embora a investigação sobre a conformidade do projeto Tipo 26 com os requisitos canadenses tenha sido mantida. Em fevereiro de 2019, o Tribunal encerrou o processo, rejeitando integralmente a queixa da Alion.
O contrato de projeto do programa Canadian Surface Combatant foi oficialmente assinado em 7 de fevereiro de 2019 pelo governo liberal. A negociação do acordo com a Irving Shipbuilding e o consórcio formado pela Lockheed Martin e BAE Systems ocorreu em tempo quase recorde, sendo concluída em apenas três meses.
Em 28 de junho de 2024, teve início a construção dos módulos de teste de produção para os três primeiros navios do programa, agora designados como Classe River. Na mesma ocasião, foram revelados os nomes das embarcações inaugurais: HMCS Fraser, HMCS Saint-Laurent e HMCS Mackenzie. Os navios serão oficialmente classificados como “contratorpedeiros” pela Marinha Real Canadense. A produção em escala total está programada para começar em 2025, com a entrega e entrada em serviço da primeira unidade prevista para o início da década de 2030.

## Exportação

### Brasil
Em setembro de 2010, os governos britânico e brasileiro firmaram um acordo de defesa, incluindo a possibilidade de vender cinco ou seis navios type 26 para a Marinha do Brasil. No mês seguinte, a BAE Systems apresentou uma proposta detalhada à Marinha brasileira, oferecendo um pacote que incluiria as fragta type 26, além de variantes do navio tanque da classe Wave e do navio de patrulha da classe River.

### Noruega
Em 15 de abril de 2024, o The Daily Telegraph informou que a Noruega, que planejava adquirir pelo menos cinco fragatas, era considerada uma cliente em potencial para a fragata Type 26. Contudo, como a Noruega buscava pelo menos uma fragata até 2029, o artigo sugeriu que isso exigiria que a Marinha Real vendesse um dos seus cascos iniciais, já que a BAE está comprometida em entregar primeiro os navios para o Reino Unido. O Ministério da Defesa britânico confirmou que estava envolvido nas discussões, mas esclareceu que nenhuma decisão foi tomada até o momento.

## Características
O Global Combat Ship foi concebido com foco na modularidade e flexibilidade, visando ampliar sua versatilidade em uma ampla gama de operações, incluindo segurança marítima, combate à pirataria, combate ao terrorismo, além de missões humanitárias e de auxílio em desastres. Seu design adaptável foi planejado para facilitar o suporte ao longo de toda a vida útil da embarcação, permitindo a incorporação de atualizações tecnológicas de forma eficiente e contínua.
Desde 2017, o site da BAE Systems apresenta as especificações do navio, indicando um deslocamento de 6.900 toneladas, comprimento de 149,9 metros (492 pés), boca de 20,8 metros (68 pés) e velocidade máxima superior a 26 nós (48 km/h). O Global Combat Ship contará com uma tripulação principal de 157 pessoas, com capacidade total para acomodar até 208.
O Global Combat Ship foi projetado para operar por até 60 dias consecutivos no mar e possui um alcance estimado de aproximadamente 7000 milhas náuticas (cerca de 13000 quilômetros). Na popa, o navio conta com instalações capazes de lançar barcos infláveis de casco rígido, veículos de superfície não tripulados ou um sonar de reboque.
Na seção central, há um hangar de grandes dimensões e um compartimento de missão integrado, permitindo a realização de diversas operações com equipamentos especializados. O espaçoso convés de voo é compatível com aeronaves de porte semelhante ao Boeing Chinook, enquanto o hangar pode acomodar até dois helicópteros do porte de um AgustaWestland AW159 Wildcat ou um AgustaWestland Merlin. Além disso, o espaço também é adequado para abrigar veículos aéreos não tripulados (VANTs), ampliando ainda mais a capacidade operacional da embarcação.
A versão do Global Combat Ship designada para a Marinha Real do Reino Unido é conhecida como fragata Type 26. Ela será equipada com o radar de busca Artisan 3D Tipo 997 e mísseis de defesa aérea Sea Ceptor (CAMM), os quais são lançados a partir de 48 recipientes do sistema de lançamento vertical (VLS). Após uma atualização no site da Marinha Real em meados de 2023, foi mencionado que o Sea Ceptor seria organizado em quatro unidades dentro de um sistema de lançamento vertical de 12 células, sugerindo a possibilidade de um sistema de lançamento extensível (ExLS) para comportar o mesmo número de mísseis. No entanto, nenhuma confirmação oficial foi fornecida além do site.
Adicionalmente, 24 células do Mark 41 "strike-length VLS" estão posicionadas à frente da ponte da fragata. Em 8 de julho de 2021, foi confirmado que as futuras armas de cruzeiro/antinavio anglo-franco-italianas seriam incorporadas ao Type 26, com a expectativa de que essas armas sejam lançadas do sistema Mark 41 VLS. Este sistema também é compatível com mísseis como o Tomahawk (míssil de cruzeiro de ataque terrestre), foguetes antissubmarinos e o ESSMs em configuração quádrupla.
Assim como a fragata Type 23 que irá substituir, o Global Combat Ship contará com um casco acusticamente silencioso, projetado para operações de guerra anti-submarina. Será equipado com um sonar de proa de última geração Ultra Electronics Tipo 2150, além de um avançado conjunto rebocado Sonar 2087.
Em termos de armamento, o Global Combat Ship será armado com canhões de vários calibres. Em substituição ao atual canhão naval Mark 8 de 4,5 polegadas utilizado pela Marinha Real, o navio será equipado com o canhão naval Mark 45, de 5 polegadas e 62 calibres, fabricado pela BAE e compatível com os padrões da OTAN. Além disso, o navio contará com armas menores, incluindo dois sistemas de armas Phalanx CIWS, dois canhões automatizados de 30 mm DS30M Mark 2 e diversas miniguns e metralhadoras de uso geral.
Em 26 de março de 2024, foi anunciado que o sistema de lançamento de chamariz fixo Sea Gnat seria substituído em toda a frota de escoltas da Marinha Real pelo lançador de chamariz treinável Ancilia da SEA, inclusive no Tipo 26, após a assinatura de um contrato no valor de £ 135 milhões. Cada navio receberá um par de lançadores montados no convés, com a capacidade de disparar doze rodadas de chamarizes infravermelhos e de radiofrequência, destinados a neutralizar ameaças de mísseis. Existe ainda a possibilidade de, no futuro, os lançadores serem capazes de disparar mísseis Martlet.
O sistema de propulsão dos navios da Marinha Real (RN) será baseado em uma transmissão direta por turbina a gás, complementada por quatro geradores a diesel de alta velocidade, que acionarão dois motores elétricos em uma configuração combinada diesel-elétrica ou gás (CODLOG). Em 2012, a Rolls-Royce adaptou o motor MT30, originalmente utilizado nos porta-aviões da classe Queen Elizabeth, para que pudesse ser instalado em navios de porte menor, e esse motor será utilizado na Type 26.
A BAE Systems sugeriu que, dependendo das necessidades de cada cliente, alguns poderão optar por motores de turbina a gás, enquanto outros poderão preferir sacrificar 2 a 3 nós de velocidade em troca de motores a diesel mais econômicos. A configuração CODLOG para propulsão é uma versão simplificada da propulsão combinada diesel-elétrica e gás (CODLAG) utilizada no Type 23, navio que o Type 26 substituirá. Além disso, ambos os contemporâneos de projeto do Global Combat Ship — o porta-aviões da classe Queen Elizabeth e o contratorpedeiro Type 45 — fazem uso de propulsão elétrica integrada (IEP).

## Construção

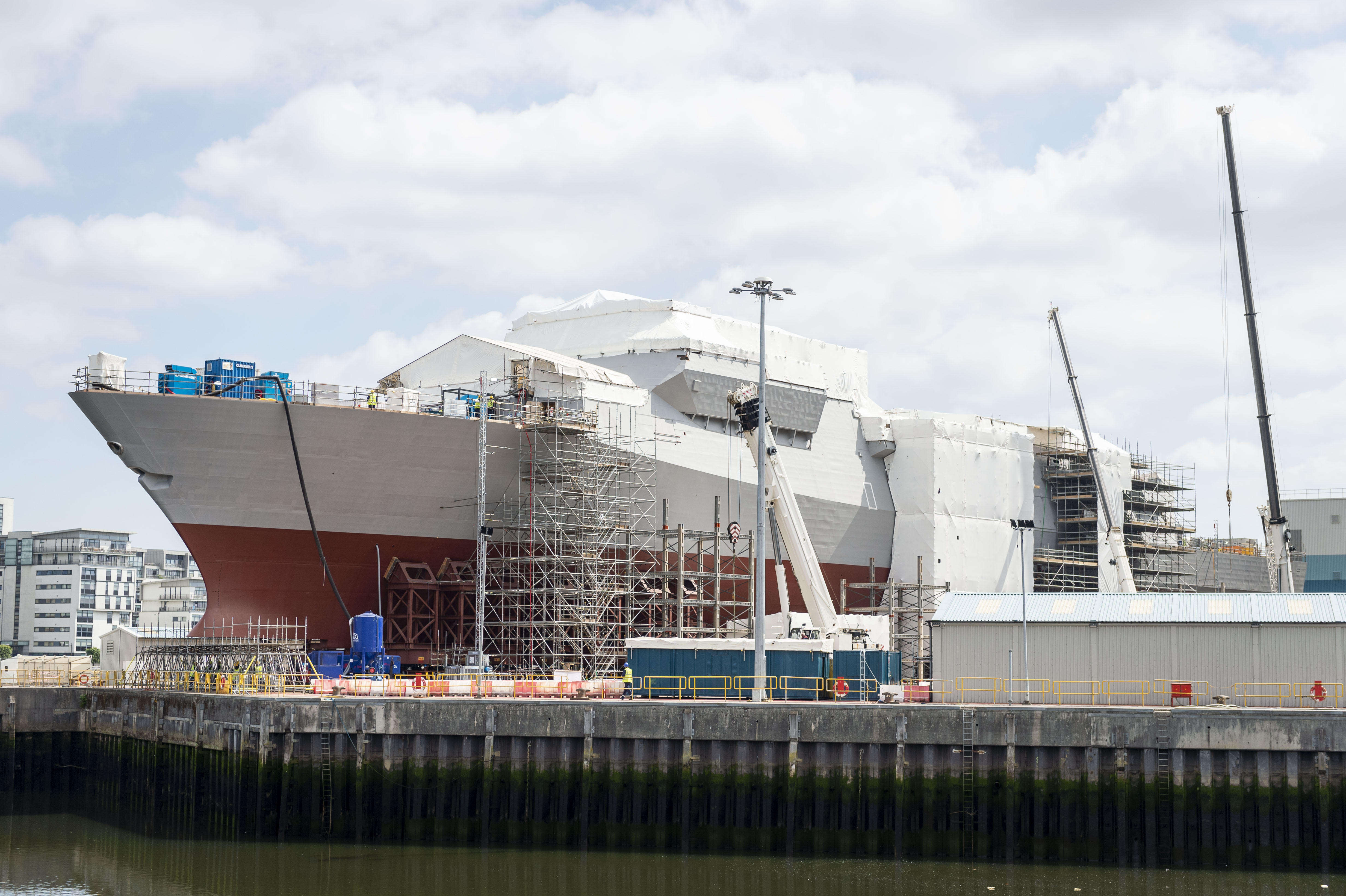
HMS Glasgow em construção em junho de 2021

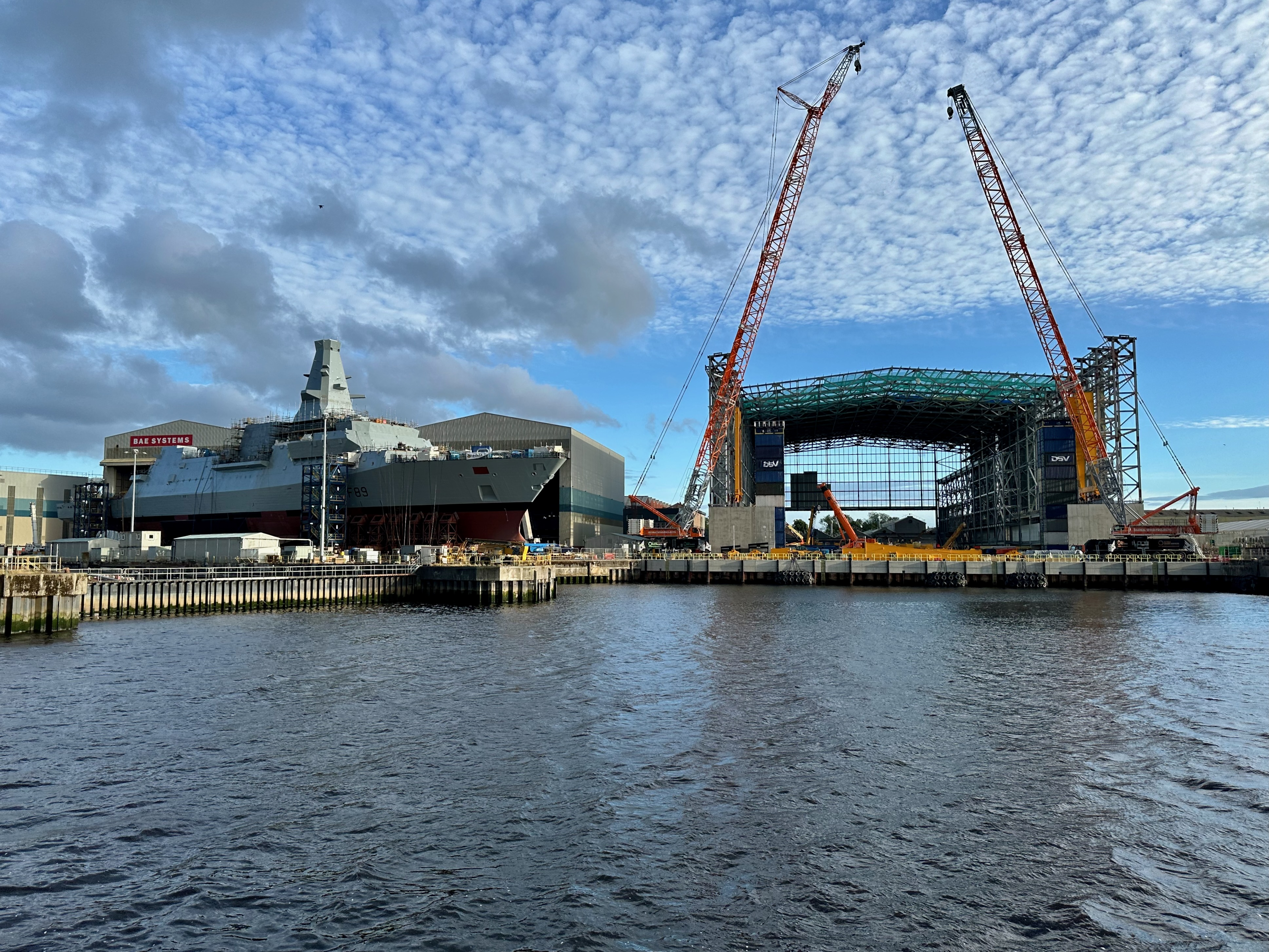
HMS Cardiff em Govan em agosto de 2024, pouco antes do lançamento, novas instalações de montagem do Janet Harvey Hall sendo construídas para acomodar duas fragatas ao mesmo tempo.

O primeiro corte de aço para os três primeiros dos oito navios da Marinha Real (RN) ocorreu no dia 20 de julho de 2017. Em julho de 2015, a BAE Systems anunciou a concessão dos primeiros sete contratos para a fabricação de equipamentos das fragatas Type 26, totalizando um valor superior a £170 milhões. Os contratos foram atribuídos à Babcock International para o sistema de manuseio de armas aéreas do navio; à David Brown Gear Systems Ltd para a caixa de engrenagens de propulsão e a instalação de testes; à GE Power Conversion para o motor de propulsão elétrica, sistema de acionamento e instalação de testes; à Raytheon Anschütz para o sistema integrado de navegação e ponte, incluindo design e desenvolvimento personalizados, uma instalação de integração em terra e uma ampla gama de serviços; à Rolls-Royce Power Engineering para a turbina a gás; à Rohde & Schwarz UK Ltd para os sistemas de comunicação; e à WR Davis, do Canadá, para as captações e descidas da chaminé, bem como o sistema de exaustão do navio.
Em dezembro de 2016, a BAE Systems anunciou a concessão de seis contratos adicionais para a fabricação de equipamentos do Tipo 26. Entre as empresas selecionadas, destacam-se a Detegase da Espanha, responsável pelo tratamento de esgoto e água; a Salt Separation Services, que fornecerá equipamentos de dessalinização; a Johnson Controls, encarregada das plantas de água gelada; a Marine Systems Technology Ltd, que irá fornecer portas e escotilhas estanques a gás, intempéries e água; e a Rolls-Royce, que ficará responsável pelos estabilizadores e componentes de direção. Além disso, a Pellegrini Marine Equipments, da Itália, também foi premiada com um contrato. O valor total desses contratos alcançou £ 380 milhões, representando um significativo investimento na cadeia de abastecimento do Type 26.
De acordo com Gary McCloskey, responsável pela cadeia de fornecimento das fragatas Type 26 na BAE Systems, em março de 2017, entre 40 e 50 fornecedores estavam engajados no programa do Type 26, e cerca de 33 tinham contratos completos.
Em 5 de abril de 2017, a Raytheon Anschütz anunciou a integração bem-sucedida do Sistema de Informação de Exibição de Carta Eletrônica de Navios de Guerra (WECDIS) nos seus Sistemas Integrados de Navegação e Ponte (INBS) para o Type 26.
Em julho de 2017, a BAE Systems declarou que o programa Type 26 empregava atualmente mais de 1200 pessoas na cadeia de abastecimento do Reino Unido e que, no futuro, garantiria mais de 3400 empregos na própria BAE Systems e na cadeia de fornecimento marítimo do Reino Unido. Foi também informado, no mesmo mês, que o investimento total na cadeia de fornecimento do Type 26 havia atingido £ 500 milhões. As 14 empresas que receberam contratos no anúncio de julho incluem a Babcock, responsável pela grade de pouso de helicópteros; a MSI Defence Systems, encarregada do canhão de pequeno calibre; e a Thales, responsável pelo sistema de matriz rebocada. Os maiores contratos anunciados foram para a aquisição de aço estrutural para os três primeiros navios, fornecidos por siderúrgicas do Reino Unido e da Europa, com a Dent Steel Services Ltd como principal fornecedora.

## Navios da classe

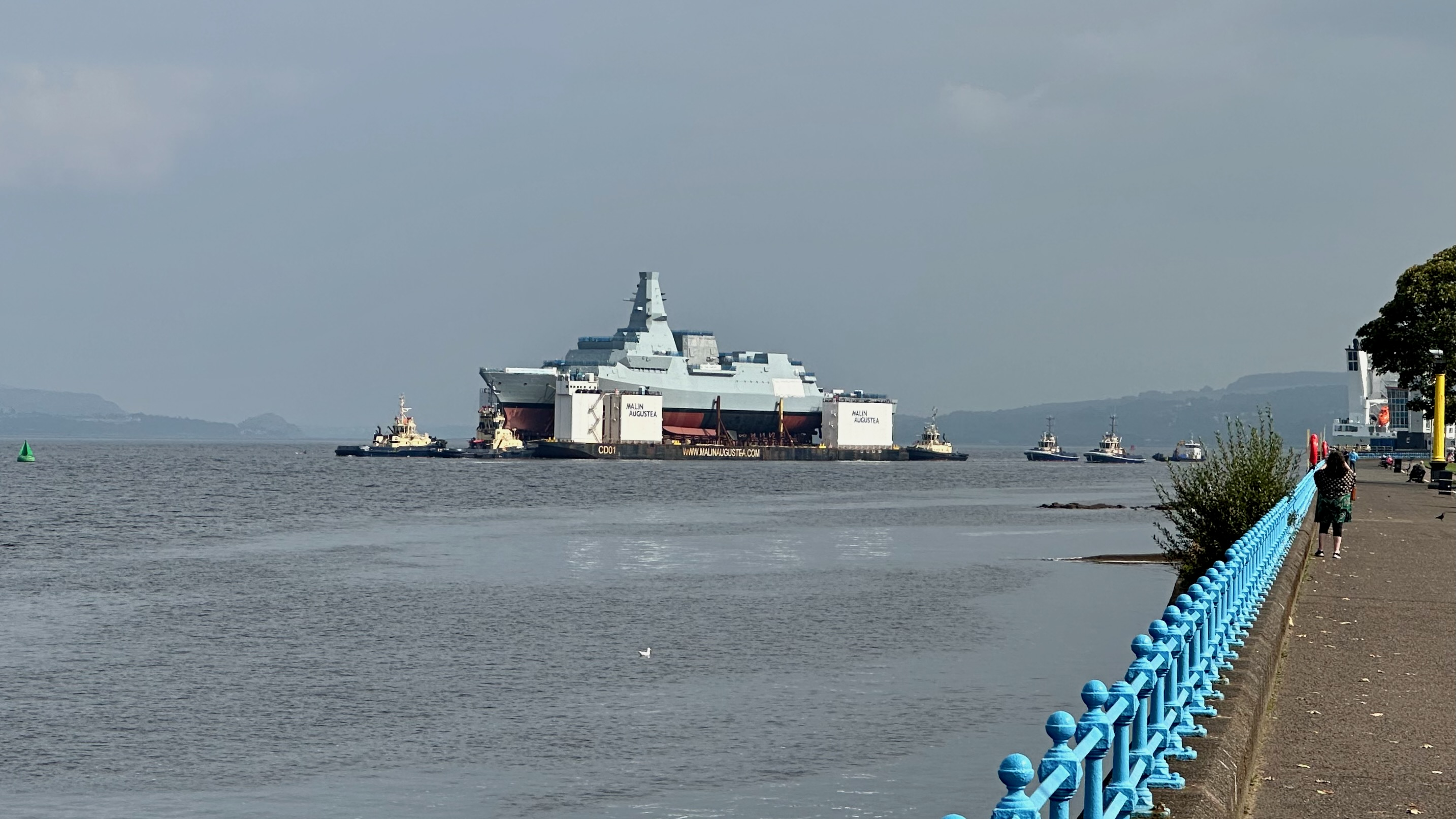
30 de agosto de 2024, HMS Cardiff descendo o Clyde na barcaça de lançamento semi-submersível Malin Augustea CD01, para lançamento em Glen Mallan a cerca de 34 mi de Govan.

A previsão original da Marinha Real era operar treze navios de combate global — sendo oito especializados em guerra antissubmarino (ASW) e cinco de uso geral (GP) — substituindo diretamente a frota de fragatas Type 23.  No entanto, como resultado da Revisão Estratégica de Defesa e Segurança de novembro de 2015, decidiu-se que apenas as oito fragatas antissubmarino Type 26 seriam encomendadas. O orçamento destinado às cinco fragatas de uso geral restantes do Type 26 foi, então, redirecionado para o desenvolvimento de uma nova classe de fragatas de uso geral mais leves e acessíveis, chamadas GPFF (General Purpose Frigate).
Devido ao custo estimado mais baixo, o governo indicou que isso poderia possibilitar um aumento no número total de fragatas da Marinha Real. Esta nova fragata de uso geral será classificada como Type 31. Em julho de 2016, a BAE Systems apresentou dois projetos para atender a esse requisito: as classes Avenger e Cutlass. Posteriormente, em 12 de setembro de 2019, foi anunciado que o projeto Arrowhead 140 da Babcock — baseado no design dinamarquês Iver Huitfeldt — havia sido o escolhido para o programa das fragatas Type 31.

### Nomeando os navios

#### Marinha Real Britânica
Em 2014, surgiu uma campanha popular para nomear um dos navios como HMS Plymouth, embora a escolha dos nomes dos navios da Marinha Real seja feita pelo Comitê de Nomes e Emblemas de Navios. Em julho de 2017, a construção do primeiro navio teve início no estaleiro de Govan; na mesma ocasião, foi anunciado que ele se chamaria HMS Glasgow. A segunda unidade nomeada — embora planejada como o terceiro navio do Lote 1 — foi anunciada em setembro de 2017 como HMS Belfast. Para evitar qualquer confusão com o cruzador leve HMS Belfast (C35), da Segunda Guerra Mundial, atualmente preservado como navio-museu, o Museu Imperial da Guerra decidiu referir-se a esse último como “HMS Belfast (1938)”.
Em março de 2018, o Primeiro Lorde do Mar, Almirante Philip Jones, anunciou que o segundo navio da classe se chamaria HMS Cardiff. Já em setembro do mesmo ano, foi revelado que o primeiro dos cinco navios planejados do Lote 2 receberia o nome HMS Birmingham. Em novembro de 2018, os nomes dos demais navios do Lote 2 foram divulgados: HMS Sheffield, HMS Newcastle, HMS Edinburgh e HMS London. Entre os oito nomes já anunciados, seis foram anteriormente usados por contratorpedeiros da Classe Type 42, enquanto o HMS London anterior era uma fragata Type 22. O nome HMS Sheffield, especificamente, foi utilizado tanto por uma fragata Type 22 quanto por um contratorpedeiro Type 42. A encomenda formal dos últimos cinco navios da classe foi realizada em novembro de 2022.

#### Marinha Real Australiana
Em junho de 2018, foi anunciado que o Type 26 havia sido selecionado como base para o programa de futuras fragatas da Marinha Real Australiana. Na ocasião, também foi revelado que os navios seriam conhecidos como classe Hunter. Os três primeiros nomes divulgados foram HMAS Hunter, HMAS Flinders e HMAS Tasman, todos homenageando figuras históricas que tiveram papéis relevantes nos primórdios da Austrália moderna. John Hunter foi um oficial da Marinha Real e serviu como o segundo governador de Nova Gales do Sul entre 1795 e 1800; Matthew Flinders foi um cartógrafo que realizou a primeira circunavegação completa da costa australiana, entre 1802 e 1803; e Abel Tasman, explorador holandês, foi o primeiro europeu a avistar a ilha que viria a ser chamada de Tasmânia, em 1642. Dentre os três nomes, apenas Flinders já havia sido utilizado anteriormente na Marinha Real Australiana, batizando um navio de pesquisa em serviço entre 1973 e 1998.

#### Marinha Real Canadense
Em junho de 2024, foi anunciado o pedido dos três primeiros navios do programa canadense de combate de superfície, sendo oficialmente designados como classe River. Diferentemente da classificação britânica como fragatas, os navios canadenses foram classificados como contratorpedeiros. Os nomes dos três primeiros navios também foram revelados, todos homenageando rios canadenses. Esses nomes já haviam sido usados anteriormente por navios da Marinha Real Canadense, especificamente por escoltas de contratorpedeiros que estiveram em serviço entre as décadas de 1950 e 1990. O HMCS Fraser e o HMCS Saint-Laurent remetem à classe St. Laurent, uma classe de contratorpedeiros antissubmarino comissionada em meados da década de 1950. Já o HMCS Mackenzie recebeu o nome do navio líder da classe Mackenzie, utilizada para missões gerais e treinamento.

### Lista de navios
| Operador                 | Construtor                                             | Batch   | Ordenado               | Nome          | Número de amura | Batimento de quilha    | Lançado               | Comissionado   | Status                                                               |
| Classe                   | Type 26                                                | Type 26 | Type 26                | Type 26       | Type 26         | Type 26                | Type 26               | Type 26        | Type 26                                                              |
| ------------------------ | ------------------------------------------------------ | ------- | ---------------------- | ------------- | --------------- | ---------------------- | --------------------- | -------------- | -------------------------------------------------------------------- |
| Marinha Real Britânica   | BAE Systems, Glasgow                                   | Batch 1 | 2 de julho de 2017     | Glasgow       | F88             | 20 de julho de 2017    | 3 de dezembro de 2022 | 2026/2027      | Equipando                                                            |
| Marinha Real Britânica   | BAE Systems, Glasgow                                   | Batch 1 | 2 de julho de 2017     | Cardiff       | F89             | 14 de agosto de 2019   | 5 de setembro de 2024 | 2028           | Equipando                                                            |
| Marinha Real Britânica   | BAE Systems, Glasgow                                   | Batch 1 | 2 de julho de 2017     | Belfast       | F90             | 29 de junho de 2021    |                       | 2029 / 2030    | Em construção                                                        |
| Marinha Real Britânica   | BAE Systems, Glasgow                                   | Batch 2 | 15 de novembro de 2022 | Birmingham    | F91             | 4 de abril de 2023     |                       | depois de 2030 | Em construção                                                        |
| Marinha Real Britânica   | BAE Systems, Glasgow                                   | Batch 2 | 15 de novembro de 2022 | Sheffield     | F92             | 28 de novembro de 2024 |                       | depois de 2030 | Em construção                                                        |
| Marinha Real Britânica   | BAE Systems, Glasgow                                   | Batch 2 | 15 de novembro de 2022 | Newcastle     | F93             |                        |                       | depois de 2030 | Ordenado                                                             |
| Marinha Real Britânica   | BAE Systems, Glasgow                                   | Batch 2 | 15 de novembro de 2022 | Edinburgh     | F94             |                        |                       | depois de 2030 | Ordenado                                                             |
| Marinha Real Britânica   | BAE Systems, Glasgow                                   | Batch 2 | 15 de novembro de 2022 | London        | F95             |                        |                       | depois de 2030 | Ordenado                                                             |
| Classe                   | Hunter                                                 | Hunter  | Hunter                 | Hunter        | Hunter          | Hunter                 | Hunter                | Hunter         | Hunter                                                               |
| Marinha Real Australiana | BAE Systems ASC Shipbuilding, Adelaide                 | Batch 1 | 21 de junho de 2024    | Hunter        |                 | 24 Jun 2024            |                       | 2034           | Em construção                                                        |
| Marinha Real Australiana | BAE Systems ASC Shipbuilding, Adelaide                 | Batch 1 | 21 de junho de 2024    | Flinders      |                 |                        |                       |                | Ordenado                                                             |
| Marinha Real Australiana | BAE Systems ASC Shipbuilding, Adelaide                 | Batch 1 | 21 de junho de 2024    | Tasman        |                 |                        |                       |                | Ordenado                                                             |
| Marinha Real Australiana | BAE Systems ASC Shipbuilding, Adelaide                 | Batch 2 | Pedidos planejados     | TBD           |                 |                        |                       |                | Planejado                                                            |
| Marinha Real Australiana | BAE Systems ASC Shipbuilding, Adelaide                 | Batch 2 | Pedidos planejados     | TBD           |                 |                        |                       |                | Planejado                                                            |
| Marinha Real Australiana | BAE Systems ASC Shipbuilding, Adelaide                 | Batch 2 | Pedidos planejados     | TBD           |                 |                        |                       |                | Planejado                                                            |
| Classe                   | River                                                  | River   | River                  | River         | River           | River                  | River                 | River          | River                                                                |
| Marinha Real Canadense   | Irving Shipbuilding, com LM Canada-BAE Systems,Halifax | Batch 1 | 28 de junho de 2024    | Fraser        |                 | 2025                   |                       | 2030           | Encomendado; construção do módulo de teste iniciada em junho de 2024 |
| Marinha Real Canadense   | Irving Shipbuilding, com LM Canada-BAE Systems,Halifax | Batch 1 | 28 de junho de 2024    | Saint-Laurent |                 |                        |                       |                | Ordenado                                                             |
| Marinha Real Canadense   | Irving Shipbuilding, com LM Canada-BAE Systems,Halifax | Batch 1 | 28 de junho de 2024    | Mackenzie     |                 |                        |                       |                | Ordenado                                                             |

## Links externos
- Marinha Real
- DSEi 2015: Navio de Combate Global Tipo 26 (youtube.com)
- Vídeo da BAE Systems – Navio de Combate Global Tipo 26 (youtube.com)
- BAE Systems – Navio de Combate Global (baesystems.com)
- Naval-Technology – Programa de Navio de Combate Global (GCS) Tipo 26, Reino Unido (naval-technology.com)
- Reconhecimento da Marinha – Fragata Tipo 26 – Navio de Combate Global (navyrecognition.com)